# Elysius pyrosticta
Elysius pyrosticta là một loài bướm đêm thuộc phân họ Arctiinae, họ Erebidae.